# Артамонов Альфред Олександрович
Артамо́нов Альфре́д Олекса́ндрович (*5 січня 1935, місто Іжевськ) — російський кореспондент ІТАР-ТАРС в Удмуртії, заслужений працівник культури Удмуртської АРСР (1986), заслужений працівник культури Росії (1996), відмінник телебачення і радіо (1985).

## Біографія
Закінчив Іжевське педагогічне училище в 1954 році, відділення молодіжної преси ЦКШ при ЦК ВЛКСМ в 1956 році, історичний факультет УДПІ в 1964 році. В 1957—1962 роках працював літературним співробітником та завідувачем відділення газети «Комсомолець Удмуртії». Член Союзу журналістів Росії з 1958 року. В 1962—1997 роках працював редактором, старшим редактором, головним редактором, керівником творчого об'єднання, спеціальним кореспондентом Іжевської студії телебачення. З 1972 по 1992 роки — позаштатний кореспондент газети «Правда». З 1989 року кореспондент ІТАР-ТАРС.

## Творчість
Автор та ведучий передач «День республіки», «Телевізійний тиждень», «Іжевськ вечірній», «Вам відповідають…», «Адреса: уряд», «Час наганяє», «Що було, то було…» та інші. Автор понад 40 телефільмів. Опублікував 700 матеріалів різних жанрів. Автор 11 книг.

### Твори
- Поиск не кончается. Ижевск, 1975, 1985
- Подвиг стюардессы. Ижевск, 1990
- Кто зажигает звёзды. Ижевск, 1987

### Фільми
- Здравствуйте, Вера Васильевна! (1963)
- 40 часов президента (1993)
- Пароль: Калашников (1994)
- Винтовка Драгунова (1995)